# Bojovnice jávská
Bojovnice jávská (Betta picta) je sladkovodní paprskoploutvá ryba z podřádu labyrintky (Anabantoidei) a čeledi guramovití (Osphromenidae). Pochází z ostrova Jáva v Indonésii
Jedná se o typový druh rodu bojovnice (Betta). Dorůstá asi 6 cm. Patří do skupiny tzv. tlamovcových bojovnic, jejichž samci přechovávají jikry a nerozplavaný potěr v tlamě. Podobně jako ostatní labyrintky je vybavena nadžaberním orgánem, tzv. labyrintem, který umožňuje dýchání vzdušného kyslíku a život v teplých, stojatých a špatně okysličených vodách.